# Viktor Widqvist
Viktor Magnus Widqvist (Stockholm, 27 december 1881 – Bromma, 1952) was een Zweeds componist, dirigent, violist en fluitist. 

## Levensloop
Widqvist kreeg al in jonge jaren les voor viool en tuba. Op 17-jarige leeftijd werd hij lid van de militaire kapel van het Koninklijke Ingenieurs Regiment. Na een aantal jaren met een serieuze opleiding en examina als kapelmeester werd hij dirigent van het harmonieorkest van het Koninklijke Ingenieurs Regiment in Boden. Later kwam hij in dezelfde functie naar het Koninklijke Ingenieurs Regiment in Karlsborg. In 1925 ging hij met pensioen, maar in het civiele leven schreef hij verder muziek en was werkzaam als violist. 

## Composities

### Werken voor harmonieorkest
- Beneath the Blue & Yellow Colours
- Sydkustens marinkommandos marsch - Chefmarsch
- Commanding Officer M
- Ubåtsvapnets marsch - Fladdrande fanor
- Flaggan i topp!
- Från broslaget
- Ing 3:s marsch
- Karlskrona Örlogsstations marsch
- Kungliga Bodens ingenjörskårs marsch
- Mälardrottningen
- Militärfest
- Norrlandsfärger
- Överstelöjtnant Norinder
- Sångarmarsch
- Svenska armens honnörsmarsch - Under Blågul Fana

### Kamermuziek
- Mälardrottning, voor kopersextet

### Werken voor accordeon
- Älvkarlebyvalsen in A groot, wals
- Dans på logen

- Bibsys: 2131677
- Gemeinsame Normdatei: 1124025413
- International Standard Name Identifier: 0000 0003 8858 9093
- Library of Congress Control Number: n79030913
- MusicBrainz: 4daaa076-2bf6-4d86-ae1e-a67144b0b4f9
- Nationale Bibliotheek van Israël: 987007322548205171
- Nederlandse Thesaurus van Auteursnamen: 113491972
- Virtual International Authority File: 2779148574305524430000